# Lancia Lince
El Lancia Lince era un automóvil blindado de reconocimiento desarrollado durante la Segunda Guerra Mundial por la empresa italiana Lancia.

## Historia y diseño
Durante la campaña del Norte de África, las tropas de la Commonwealth utilizaron el pequeño, rápido y versátil vehículo de reconocimiento Daimler Dingo y su homólogo canadiense, el Ford Lynx; algunos ejemplares fueron capturados en Libia y estudiados a fondo por los italianos. En 1941, la Oficina de Guerra solicitó, basándose en los datos obtenidos en su examen a las compañías Fabricca Automobili Lancia & Co. y Società Gio. Ansaldo & C. respectivamente, la fabricación de un chasis sobre el que se pudiera instalar una carrocería blindada similar. Las especificaciones incluían tracción en las cuatro ruedas, suspensión independiente y una alta aceleración y velocidad. Un prototipo fue presentado en noviembre de 1942. A principios de 1943 se ordenó una serie de 300 vehículos, comenzando su producción. El ejército lo designó como Veicolo blindato Lince (Lancia mod. 269). Solo alrededor de un centenar habían sido construidos antes del alto fuego que llevó al Armisticio entre Italia y las fuerzas armadas aliadas. Entregados un poco antes del armisticio no fue utilizado operacionalmente por el Regio Esercito. Sin embargo, los alemanes y forzaron la producción por su propia cuenta, ya que todavía ocupaban el industrializado norte de Italia. Hasta marzo de 1945, se estima (varía según fuentes) que fueron construidos unas 150 unidades, siendo designados Panzerspähwagen Lince 202(i). Estos automóviles fueron empleados en Italia y los Balcanes para reconocimiento, escolta y seguridad interna (antipartisanos), siendo algunos asignados para apoyar a la Organización Todt y por la Guardia Nazionale Repubblicana afecta a la República Social Italiana . Algunos de los vehículos operados por el Heer en Grecia fueron incautados después de la retirada alemana en octubre de 1944 y acabaron en manos de la facción griega controlada por los comunistas conocida como ELAS (Ejército Nacional de Liberación Popular), que los utilizó durante la guerra civil griega que siguió. Al término de la Segunda Guerra Mundial, los ejemplares supervivientes en Italia se asignaron a la Policía, Carabinieri y al 6.º Reggimento di Cavalleria Blindata Lancieri di Aosta.
Estaba equipado con el motor V8 Tipo 91 de 2.617 cm³, con cilindros inclinados a 19° y 60 hp de potencia, derivado del instalado en el turismo Lancia Astura y convenientemente modificado para desarrollar la mayor cantidad de torque a bajas revoluciones. Gracias a este V8, el Lince era capaz de alcanzar una potencia máxima de 65 CV y una velocidad máxima de 85 km/h con una autonomía media de 350 km. Contaba con una caja de cambios de cuatro velocidades con un preselector hidráulico copiado de la caja de cambios Wilson del vehículo británico y dirección asistida para mayor maniobrabilidad.
El desarrollo de la caja de cambios, transmisión y suspensión estaban basados en aquellas del vehículo de reconocimiento Daimler Dingo. La estructura blindada estuvo a cargo de la empresa Ansaldo. Se construyeron unas 250 unidades entre 1943 y 1945.
La parte del cuerpo era la misma que el automóvil blindado británico, excepto la parte trasera, donde se encontraba el motor. Este fue el último automóvil blindado producido en Italia durante el conflicto y en él se condensaron todas las experiencias previas al equiparlo con un casco completamente soldado; los blindajes de los anteriores vehículos italianos estaban construidos con planchas metálicas remachadas o empernadas, procedimiento que había demostrado sus límites en el combate: cuando un vehículo era impactado por un proyectil, incluso, aunque no perforara el blindaje, a menudo ocurría que la vibración infligida en la plancha provocaba el desprendimiento de remaches, tuercas o pernos que, proyectados dentro del casco, se revelaron más peligrosos que las balas detenidas por el blindaje. Estaba equipado con una radio Marelli R.F.3, necesaria para las tareas de reconocimiento previstas y cuya antena estaba instalada en el flanco derecho.
Aunque el vehículo británico estaba equipado con neumáticos a prueba de balas, el Lince no los tenía, pero estaba equipado con una rueda de repuesto, imposible de reemplazar si se estaba bajo fuego enemigo. Su armamento estaba constituido por una ametralladora Breda M38 de 8 mm, en un afuste situado a la derecha del conductor y con el cañón protegido por una funda blindada.

## Ejemplares sobrevivientes
Actualmente, se pueden ver vehículos sobrevivientes en condiciones de funcionamiento en:
- Cuartel "Zappala", Scuola di cavalleria dell'Esercito Italiano, Lecce
- Colección Vincenzo Lancia (Turín)
- Museo storico della motorizzazione militare (Roma-Cecchignola)